# Désiré Van Bastelaer
Désiré Alexandre Henri Van Bastelaer (né à Namur, le 30 avril 1823 ; mort à Saint-Josse-ten-Noode, le 16 mars 1907) est un pharmacien et archéologue belge.

## Biographie
Désiré Van Bastelaer nait à Namur, le 30 avril 1823. Sa famille paternelle est originaire de Gand et s'établit dans le Hainaut à la fin du XVIIe siècle. Son père, Désiré-Joseph, épouse Dieudonnée-Joseph Van Ringh à Namur. La famille retourne ensuite vivre à Charleroi. Désiré Van Bastelaer accomplit ses humanités au petit séminaire de Bonne-Espérance et y termine ensuite une première année de philosophie. En 1843, Van Bastelaer devient professeur dans un établissement privé de Tournai. C'est à cette époque qu'il prépare l'examen de pharmacie qu'il réussit en 1845. Il obtient deux ans plus tard le titre de docteur en sciences naturelles.
Van Bastelaer s'installe comme pharmacien à Charleroi en 1848. En plus de son officine, il aménage un laboratoire où il réalise des analyses pour les industriels de la région. Il effectue aussi des recherches toxicologiques et des études pour des produits frelatés. En 1850, il est nommé chimiste de la ville et du tribunal de Charleroi. Van Bastelaer épouse une Bruxelloise, Elisa van der Spiecke, en 1864. Il assume la présidence de l'Union pharmaceutique de Charleroi à partir de 1867, puis celle de l'Association générale pharmaceutique de Belgique en 1884. Également membre de l'Académie royale de médecine de Belgique dès 1868, il en devient le président en 1899. Désiré Van Bastelaer est aussi l'un des fondateurs de la Société de médecine publique de Belgique, fondée en 1876.
À côté de ses nombreuses activités au sein de divers organismes touchant à la santé publique, Van Bastelaer participe de plus en plus aux travaux de la Société royale d'archéologie, d'histoire et de paléontologie de Charleroi, qu'il préside à partir de 1872. Il fait construire à Charleroi un musée qui abrite les collections de la Société. Il devient membre de la Commission royale des monuments en 1878 et membre titulaire de l'Académie d'archéologie de Belgique en 1895. Il meurt à Saint-Josse-ten-Noode, le 16 mars 1907.

## Travaux
Désiré Van Bastelaer obtient des récompenses pour des mémoires soumis à des concours organisés par la Société de pharmacie d'Anvers et la Société des sciences médicales et naturelles de Bruxelles.
Par ailleurs, il entreprend des fouilles archéologiques pour le compte de la Société royale d'archéologie, d'histoire et de paléontologie de Charleroi. Il effectue l'examen chimique des trouvailles archéologiques, notamment la céramique.

## Publications
- Collection des actes de franchises, de privilèges, octrois, ordonnances, règlements, etc. donnés spécialement à la ville de Charleroi par ses souverains depuis sa fondation avec quelques commentaires sur les faits et les causes qui ont amené chacun de ces actes, Mons, Manceaux, 1870-1871.
- Protocole des séances de l'Assemblée provisoire des représentants du pays de Namur siégeant à Charles-sur-Sambre en 1793, Mons, Manceaux, 1872, 177 p.
- Le cimetière belgo-romano-franc de Strée : rapport sur la fouille, description des objects trouvés et études de diverses questions d'archéologie, Mons, Manceaux, 1877, 317 p.
- La seigneurie de Charnoy & Gilliers, Mons, Manceaux, 1878, 167 p.
- La villa belgo-romaine de Villé, sous la Neuville, à Montignies-sur-Sambre : rapport sur la découverte et étude de questions archéologiques qui s'y rapportent, Mons, Manceaux, 1878, 67 p.
- Les grès-cérames ornés de l'ancienne Belgique ou des Pays-Bas improprement nommés grés flamands : Châtelet et Bouffioulx : centre important de production et d'exportation en Belgique et en Pays étrangers, Bruxelles, Baertsoen, 1880, 87 p.
- Archéologie des poids & mesures des communes de l'arrondissement de Charleroi, Mons, Manceaux, 1880, 91 p.
- L'époque franque au point de vue des archéologues n'est pas la même en France et en Belgique, Mons, Manceaux, 1883, 70 p. (lire en ligne)
- Histoire métallique de Charleroi, Charleroi, Henry-Quinet, 1899, 451 p.
- Opuscules historiques sur la ville de Charleroi, Bruxelles, Deprez, 1900, p. 103, 129